# Arthroleptis sylvatica
Arthroleptis taeniatus es una especie de anfibios de la familia Arthroleptidae.
Habita en Camerún, República Centroafricana, la República Democrática del Congo, Guinea Ecuatorial, Gabón, posiblemente en Angola y posiblemente en República del Congo.
Sus hábitats naturales son bosques tropicales o subtropicales secos y a baja altitud y pantanos.
Está amenazada de extinción por la pérdida de su hábitat natural.